# Stords flygplats, Sørstokken
Stords flygplats, Sørstokken (bokmål: Stord lufthavn, Sørstokken, nynorska: Stord lufthamn, Sørstokken) är en regional flygplats belägen på ön Stord cirka 70 kilometer söder om Bergen. Flygplatsen drivs av Sunnhordland Lufthavn A/S som ägs till 79 % av Stords kommun och 21 % av Vestland fylke. 

## Destinationer
Uppgifter från mars 2010. 	

### Inrikes
| Flygbolag            | Destinationer |
| -------------------- | ------------- |
| Danish Air Transport | Oslo          |